# Israel Larios
Israel Alejandro Larios López (ur. 11 maja 2003 w Guadalajarze) – meksykański piłkarz występujący na pozycji skrzydłowego, od 2023 roku zawodnik Atlasu.